# Caryophyllidea
Los cariofilídeos (Caryophyllidea) son un orden de platelmintos de la clase Cestoda. Son parásitos de peces y anélidos (gusanos segmentados). Presentan un escólex simple o «cabeza». Los gusanos de este orden solo tiene un proglótide, que se cree que es la condición primitiva de las tenias. Por lo general, miden menos de 10 centímetros de largo.

## Ciclo biológico
Los adultos viven en peces, y los huevos del parásito son expulsados con las heces. Los anélidos comen esos huevos, que eclosionan dando larvas oncosferas, que atraviesan la pared intestinal y se transforman en larvas procercoides en la cavidad del cuerpo. Cuando el anélido es comido por un pez, se cierra el ciclo. Los principales huéspedes definitivos son siluriformes (peces gato) y catostómidos.